# Best of Hilary Duff
Best of Hilary Duff  (Lo mejor de Hilary Duff) es el tercer álbum recopilatorio de la cantante estadounidense Hilary Duff. Fue lanzado en los Estados Unidos el 11 de noviembre de 2008, al final del contrato con la discográfica Hollywood Records. El único sencillo para promocionar el álbum fue "Reach Out", para el cual Duff grabó un vídeo.
A pesar de la escasa promoción, el álbum vendió un millón de copias mundialmente, también entró en las listas musicales de Canadá, Japón, Taiwán, Italia, México; y logró ser Top 10 en Argentina, Venezuela y Colombia

## Antecedentes
Se estaba planeando lanzar un nuevo álbum de estudio, ya fuese en otoño de 2008 o a principios de 2009, pero Hollywood Records se decidió por un álbum de grandes éxitos. Fijado inicialmente para el 23 de septiembre de 2008, el álbum se retrasó al 4 de noviembre de 2008. Fue puesto a la venta el 11 de noviembre como parte de "Grandes Éxitos" el mismo día en que otras estrellas como Christina Aguilera y Enrique Iglesias lanzaban un álbum de grandes éxitos. La edición norteamericana se caracteriza por la exclusión de los temas "Beat of My Heart" y "Our Lips Are Sealed". La edición japonesa tiene una portada diferente.
Por desconocidas razones, el álbum fue retirado de la tienda iTunes, pero el 18 de diciembre de 2008 fue puesto nuevamente.

## Producción
Duff dijo en septiembre de 2007 que sería lanzada como un sencillo previamente una canción escuchada en el repertorio del Dignity Tour, "Reach Out" (con samples de "Personal Jesus" de Depeche Mode). En una entrevista con el productor Joe Bermúdez en noviembre de 2007, dijo que Dignity sería relanzado en una edición en donde figurarían remezclas de las canciones originales junto a cuatro nuevas canciones: "Reach Out", "Holiday", "Love Is a Battlefield" e "Imperfection" en el nuevo formato CDVU+. Esto no sucedió, y tampoco la creación de un nuevo álbum de estudio, y el plan envolvió el álbum Best of Hilary Duff.

## Lista de canciones
| Best of Hilary Duff |                                                |                                                                |          |  |
| N.º                 | Título                                         | Escritor(es)                                                   | Duración |  |
| 1.                  | «Reach Out»                                    | Martin L. Gore, + (Ryan Tedder, Evan Bogart, Mika Guillory)    | 4:14     |  |
| 2.                  | «Holiday»                                      | Tedder, Hilary Duff, Haylie Duff                               | 4:05     |  |
| 3.                  | «Stranger»                                     | Duff, Kara DioGuardi, Vada Nobles, Derrick Haruin, Julius Diaz | 4:14     |  |
| 4.                  | «With Love»                                    | Duff, DioGuardi, Nobles, Diaz                                  | 3:05     |  |
| 5.                  | «Play with Fire»                               | Duff, DioGuardi, Rhett Lawrence, will.i.am                     | 3:01     |  |
| 6.                  | «Wake Up»                                      | Dead Executives, Duff                                          | 3:38     |  |
| 7.                  | «Fly»                                          | DioGuardi, John Shanks                                         | 3:45     |  |
| 8.                  | «Come Clean» (Remix 2008)                      | DioGuardi, Shanks                                              | 3:20     |  |
| 9.                  | «So Yesterday»                                 | Lauren Christy, Scott Spock, Graham Edwards, Charlie Midnight  | 3:36     |  |
| 10.                 | «Why Not»                                      | Midnight, Matthew Gerrard                                      | 3:00     |  |
| 11.                 | «Reach Out» (Richard Vission's Vocal Club Mix) | Martin L. Gore, + (Tedder, Bogart, Guillory)                   | 6:16     |  |
| 12.                 | «Holiday» (Bermúdez–Chico Remix)               | Tedder, Hilary Duff, Haylie Duff                               | 4:08     |  |
| 48:58               |                                                |                                                                |          |  |

| Bonus tracks exclusivos de Amazon y iTunes |                                       |                                       |          |  |
| N.º                                        | Título                                | Escritor(es)                          | Duración |  |
| 13.                                        | «Stranger» (Vission vs. Aude Mixshow) | Duff, DioGuardi, Nobles, Haruin, Diaz | 5:34     |  |
| 14.                                        | «Dignity» (Richard Vission Remix)     | Duff, DioGuardi, Bennett, Vission     | 3:43     |  |

| Bonus Tracks |                                         |                          |          |  |
| N.º          | Título                                  | Escritor(es)             | Duración |  |
| 13.          | «Little Voice»                          | DioGuardi, Patrik Berger | 3:04     |  |
| 14.          | «Our Lips Are Sealed» (ft. Haylie Duff) | Jane Wiedlin, Terry Hall | 2:38     |  |

| Bonus Tracks |                                         |                                             |          |  |
| N.º          | Título                                  | Escritor(es)                                | Duración |  |
| 13.          | «Metamorphosis»                         | Hilary Duff, Midnight, Bennett, Andre Recke | 3:29     |  |
| 14.          | «Come Clean»                            | DioGuardi, Shanks                           | 3:34     |  |
| 15.          | «Girl Can Rock»                         | Midnight, Denny Weston, Jr.                 | 3:05     |  |
| 16.          | «Who's That Girl?»                      | Midnight, Andreas Carlsson, Desmond Child   | 3:25     |  |
| 17.          | «Our Lips Are Sealed» (ft. Haylie Duff) | Wiedlin, Hall                               | 2:42     |  |
| 18.          | «Beat of My Heart»                      | Dead Executives, Hilary Duff                | 3:09     |  |
| 19.          | «Reach Out» (Caramel Pod E Remix)       | Gore, + (Tedder, Bogart, Guillory)          | 7:15     |  |

| Best of Hilary Duff |                                                |                                                                |          |  |
| N.º                 | Título                                         | Escritor(es)                                                   | Duración |  |
| 1.                  | «Reach Out» (ft. The Prophet)                  | Martin L. Gore, + (Ryan Tedder, Evan Bogart, Mika Guillory)    | 4:14     |  |
| 2.                  | «Holiday»                                      | Tedder, Hilary Duff, Haylie Duff                               | 4:05     |  |
| 3.                  | «Stranger»                                     | Duff, Kara DioGuardi, Vada Nobles, Derrick Haruin, Julius Diaz | 4:14     |  |
| 4.                  | «With Love»                                    | Duff, DioGuardi, Nobles, Diaz                                  | 3:05     |  |
| 5.                  | «Play With Fire»                               | Duff, DioGuardi, Rhett Lawrence, will.i.am                     | 3:01     |  |
| 6.                  | «Dignity»                                      | Duff, DioGuardi, Bennett, Vission                              | 3:13     |  |
| 7.                  | «Wake Up»                                      | Dead Executives, Duff                                          | 3:38     |  |
| 8.                  | «Fly»                                          | DioGuardi, John Shanks                                         | 3:45     |  |
| 9.                  | «Come Clean» (Remix 2008)                      | DioGuardi, Shanks                                              | 3:20     |  |
| 10.                 | «So Yesterday»                                 | Lauren Christy, Scott Spock, Graham Edwards, Charlie Midnight  | 3:36     |  |
| 11.                 | «Why Not»                                      | Midnight, Matthew Gerrard                                      | 3:00     |  |
| 12.                 | «Beat of My Heart»                             | Dead Executives, Duff                                          | 3:09     |  |
| 13.                 | «Reach Out» (Richard Vission's Vocal Club Mix) | Gore, + (Tedder, Bogart, Guillory)                             | 6:16     |  |
| 14.                 | «Holiday» (Bermúdez–Chico Remix)               | Tedder, Hilary Duff, Haylie Duff                               | 4:08     |  |
| 15.                 | «Stranger» (Smax & Gold Club Remix)            | Duff, DioGuardi, Nobles, Haruin, Diaz                          | 8:46     |  |
| 16.                 | «With Love» (Bimbo Jones Club Remix)           | Duff, DioGuardi, Nobles, Diaz                                  | 6:40     |  |

## Recepción Crítica
Allmusic le dio al álbum una revisión positiva indica que "Best of Hilary Duff" "es un reverso de Most Wanted". También dijo que el álbum "no es una mirada hacia el pasado, sino un marco para el futuro", "No es exactamente lo que los oyentes quieren o necesitan de un "Best Of", pero no está mal para lo que es".
All Music Guide le dio al álbum 3.5 de 5 estrellas.
Commonsensemedia dijo que Hilary Duff no era ya una preadolescente más, debido a la sexualidad de las letras, refiriéndose a "Reach Out". Además, mencionó que "los remixes y el ritmo dance y electrónico es divertido y pegadizo, pero la letra sexuada y los temas no están destinados para sus fans más jóvenes".
Rachel Devitt de Rhapsody, dijo que la colección "es en gran parte agradable, muy bien pulido y, sorprendentemente, elegante y hasta un poco nervioso. Lizzie McGuire es una diva de la pista de baile, e incluso esa pequeña voz, se las arregla para que fusione en las canciones como "Stranger" y la ardiente nueva canción "Reach Out".

## Rendimiento comercial
El álbum debutó en la posición 125 del US Billboard 200 en el cual vendió 5500 unidades durante su primera semana de lanzamiento en Estados Unidos. El álbum está disponible en iTunes. En Japón vendió poco más de 7.125 copias en su primera semana. Actualmente ha vendido aproximadamente 100.000 copias en todo el mundo. Debido a la falta de promoción e interés de su ex-discográfica, se convierte en el primer álbum de Duff en no conseguir una certificación por ventas.

## Lista de canciones
| Best of Hilary Duff |                                                |                                                                |          |  |
| N.º                 | Título                                         | Escritor(es)                                                   | Duración |  |
| 1.                  | «Reach Out»                                    | Martin L. Gore, + (Ryan Tedder, Evan Bogart, Mika Guillory)    | 4:14     |  |
| 2.                  | «Holiday»                                      | Tedder, Hilary Duff, Haylie Duff                               | 4:05     |  |
| 3.                  | «Stranger»                                     | Duff, Kara DioGuardi, Vada Nobles, Derrick Haruin, Julius Diaz | 4:14     |  |
| 4.                  | «With Love»                                    | Duff, DioGuardi, Nobles, Diaz                                  | 3:05     |  |
| 5.                  | «Play with Fire»                               | Duff, DioGuardi, Rhett Lawrence, will.i.am                     | 3:01     |  |
| 6.                  | «Wake Up»                                      | Dead Executives, Duff                                          | 3:38     |  |
| 7.                  | «Fly»                                          | DioGuardi, John Shanks                                         | 3:45     |  |
| 8.                  | «Come Clean» (Remix 2008)                      | DioGuardi, Shanks                                              | 3:20     |  |
| 9.                  | «So Yesterday»                                 | Lauren Christy, Scott Spock, Graham Edwards, Charlie Midnight  | 3:36     |  |
| 10.                 | «Why Not»                                      | Midnight, Matthew Gerrard                                      | 3:00     |  |
| 11.                 | «Reach Out» (Richard Vission's Vocal Club Mix) | Martin L. Gore, + (Tedder, Bogart, Guillory)                   | 6:16     |  |
| 12.                 | «Holiday» (Bermúdez–Chico Remix)               | Tedder, Hilary Duff, Haylie Duff                               | 4:08     |  |
| 48:58               |                                                |                                                                |          |  |

| Bonus tracks exclusivos de Amazon y iTunes |                                       |                                       |          |  |
| N.º                                        | Título                                | Escritor(es)                          | Duración |  |
| 13.                                        | «Stranger» (Vission vs. Aude Mixshow) | Duff, DioGuardi, Nobles, Haruin, Diaz | 5:34     |  |
| 14.                                        | «Dignity» (Richard Vission Remix)     | Duff, DioGuardi, Bennett, Vission     | 3:43     |  |

| Bonus Tracks |                                         |                          |          |  |
| N.º          | Título                                  | Escritor(es)             | Duración |  |
| 13.          | «Little Voice»                          | DioGuardi, Patrik Berger | 3:04     |  |
| 14.          | «Our Lips Are Sealed» (ft. Haylie Duff) | Jane Wiedlin, Terry Hall | 2:38     |  |

| Bonus Tracks |                                         |                                             |          |  |
| N.º          | Título                                  | Escritor(es)                                | Duración |  |
| 13.          | «Metamorphosis»                         | Hilary Duff, Midnight, Bennett, Andre Recke | 3:29     |  |
| 14.          | «Come Clean»                            | DioGuardi, Shanks                           | 3:34     |  |
| 15.          | «Girl Can Rock»                         | Midnight, Denny Weston, Jr.                 | 3:05     |  |
| 16.          | «Who's That Girl?»                      | Midnight, Andreas Carlsson, Desmond Child   | 3:25     |  |
| 17.          | «Our Lips Are Sealed» (ft. Haylie Duff) | Wiedlin, Hall                               | 2:42     |  |
| 18.          | «Beat of My Heart»                      | Dead Executives, Hilary Duff                | 3:09     |  |
| 19.          | «Reach Out» (Caramel Pod E Remix)       | Gore, + (Tedder, Bogart, Guillory)          | 7:15     |  |

| Best of Hilary Duff |                                                |                                                                |          |  |
| N.º                 | Título                                         | Escritor(es)                                                   | Duración |  |
| 1.                  | «Reach Out» (ft. The Prophet)                  | Martin L. Gore, + (Ryan Tedder, Evan Bogart, Mika Guillory)    | 4:14     |  |
| 2.                  | «Holiday»                                      | Tedder, Hilary Duff, Haylie Duff                               | 4:05     |  |
| 3.                  | «Stranger»                                     | Duff, Kara DioGuardi, Vada Nobles, Derrick Haruin, Julius Diaz | 4:14     |  |
| 4.                  | «With Love»                                    | Duff, DioGuardi, Nobles, Diaz                                  | 3:05     |  |
| 5.                  | «Play With Fire»                               | Duff, DioGuardi, Rhett Lawrence, will.i.am                     | 3:01     |  |
| 6.                  | «Dignity»                                      | Duff, DioGuardi, Bennett, Vission                              | 3:13     |  |
| 7.                  | «Wake Up»                                      | Dead Executives, Duff                                          | 3:38     |  |
| 8.                  | «Fly»                                          | DioGuardi, John Shanks                                         | 3:45     |  |
| 9.                  | «Come Clean» (Remix 2008)                      | DioGuardi, Shanks                                              | 3:20     |  |
| 10.                 | «So Yesterday»                                 | Lauren Christy, Scott Spock, Graham Edwards, Charlie Midnight  | 3:36     |  |
| 11.                 | «Why Not»                                      | Midnight, Matthew Gerrard                                      | 3:00     |  |
| 12.                 | «Beat of My Heart»                             | Dead Executives, Duff                                          | 3:09     |  |
| 13.                 | «Reach Out» (Richard Vission's Vocal Club Mix) | Gore, + (Tedder, Bogart, Guillory)                             | 6:16     |  |
| 14.                 | «Holiday» (Bermúdez–Chico Remix)               | Tedder, Hilary Duff, Haylie Duff                               | 4:08     |  |
| 15.                 | «Stranger» (Smax & Gold Club Remix)            | Duff, DioGuardi, Nobles, Haruin, Diaz                          | 8:46     |  |
| 16.                 | «With Love» (Bimbo Jones Club Remix)           | Duff, DioGuardi, Nobles, Diaz                                  | 6:40     |  |

## Posicionamiento en listas
| Chart (2008–2009)        | Peak position |
| ------------------------ | ------------- |
| Argentinian Albums Chart | 5             |
| Canadian Albums Chart    | 86            |
| Greek Albums Chart       | 19            |
| Italian Albums Chart     | 41            |
| Japanese Albums Chart    | 12            |
| Mexican Albums Chart     | 53            |
| US Billboard 200         | 125           |

## Fechas de lanzamiento
| País                       | Fecha                             |
| -------------------------- | --------------------------------- |
| Canadá                     | 11 de noviembre de 2008           |
| Estados UnidosDisco De Oro | 11 de noviembre de 2008           |
| Hong Kong                  | 14 de noviembre de 2008           |
| Taiwán                     | 14 de noviembre de 2008           |
| Australia                  | 15 de noviembre de 2008           |
| Venezuela                  | 15 de noviembre de 2008           |
| India                      | 16 de noviembre de 2008           |
| Costa Rica                 | 17 de noviembre de 2008           |
| México                     | 18 de noviembre de 2008           |
| Brasil                     | 28 de noviembre de 2008           |
| Nueva Zelanda              | 1 de diciembre de 2008            |
| Japón                      | 3 de diciembre de 2008            |
| Italia                     | 23 de enero de 2009               |
| Argentina                  | 25 de enero de 2009               |
| Polonia                    | 26 de enero de 2009               |
| España                     | 3 de febrero de 2009Disco De Oro  |
| Colombia                   | 14 de agosto de 2009 Disco De Oro |

## Premios y nominaciones
Premios obtenidos o ganados por Duff con Best Of Hilary Duff:
TRL Awards Italia
- First Lady (Primera dama)

Premios a los cuales fue nominada Duff, pero que no ganó:
TRL Awards Italia
- Vídeo n.º 1 del año (por Reach Out)